# Herb gminy Przemęt
Herb gminy Przemęt – symbol gminy Przemęt.

## Wygląd i symbolika
Herb przedstawia na tarczy w polu błękitnym postać św. Andrzeja w srebrnej szacie, trzymającego złoty krzyż. Jest to nawiązanie do przynależności ziem gminy do zakonu cystersów. 